# CJB 시사공방
《CJB 시사공방》(CJB 時事攻防)은 대한민국 CJB에서 토요일 아침 8시에 방송되는 청주방송의 시사 토론 프로그램이다.

## 기획 의도
- 충북 지역 현안에 대한 심도있는 분석과 토론 전문가들과 시민사회 단체, 지역민들의 다양한 여론 소통 창구

## 방송 시간
| 방송 채널 | 방송 기간                          | 방송 시간                                    |
| --------- | ---------------------------------- | -------------------------------------------- |
| CJB       | 2003년 1월 21일 ~ 2006년 3월 7일   | 화요일 밤 11시 10분 ~ 12시 30분 (1시간 20분) |
| CJB       | 2006년 3월 17일 ~ 2012년 12월 28일 | 금요일 밤 9시 50분 ~ 11시 10분 (1시간 20분)  |
| CJB       | 2013년 1월 3일 ~ 2014년 5월 1일    | 목요일 저녁 6시 20분 ~ 7시 20분 (1시간)      |
| CJB       | 2014년 5월 7일 ~ 2017년 5월 31일   | 수요일 저녁 6시 20분 ~ 7시 20분 (1시간)      |
| CJB       | 2017년 6월 7일 ~ 2019년 4월 10일   | 수요일 저녁 7시 ~ 8시 (1시간)                |
| CJB       | 2019년 5월 15일 ~ 2020년 1월 22일  | 수요일 저녁 7시 ~ 8시 (1시간)                |
| CJB       | 2019년 4월 17일 ~ 2019년 5월 8일   | 수요일 저녁 6시 55분 ~ 7시 55분 (1시간)      |
| CJB       | 2020년 3월 20일 ~ 2020년 3월 27일  | 금요일 저녁 7시 ~ 8시 (1시간)                |
| CJB       | 2020년 4월 24일 ~ 2020년 9월 18일  | 금요일 저녁 7시 ~ 8시 (1시간)                |
| CJB       | 2020년 4월 3일 ~ 2020년 4월 17일   | 금요일 저녁 6시 50분 ~ 7시 50분 (1시간)      |
| CJB       | 2020년 9월 25일 ~ 2022년 2월 4일   | 금요일 저녁 6시 50분 ~ 7시 50분 (1시간)      |
| CJB       | 2022년 9월 3일 ~ 2023년 1월 14일   | 토요일 아침 8시 ~ 8시 30분 (30분)            |

## 진행자
- 황수동 아나운서 (남)

## 결방 사유
- 2022년 2월 11일 ~ 2022년 8월 26일 : 방송 재정비로 인한 일시 중단

## 타이틀 변천사
현재 타이틀은 2020년 9월 4일을 기준으로 한다.
| 역대 | 타이틀          | 방송 기간                          |
| ---- | --------------- | ---------------------------------- |
| 1기  | CJB 시사진단    | 2003년 1월 21일 ~ 2017년 12월 27일 |
| 2기  | 시사매거진 오늘 | 2018년 1월 17일 ~ 2020년 1월 22일  |
| 3기  | CJB 시사토론    | 2020년 3월 20일 ~ 2020년 7월 31일  |
| 4기  | CJB 시사공방    | 2020년 9월 4일 ~ 2023년 1월 14일   |

## 같이 보기
- CJB
- SBS 뉴스토리